# ウィリアム・P・バー
ウイリアム・P・バー(William Pelham Barr: 1950年5月23日 - ）とは、アメリカ合衆国の政治家、弁護士。ジョージ・H・W・ブッシュ政権で第77代司法長官を、ドナルド・トランプ政権で第85代司法長官を務めた。2019年2月から2020年12月まで、司法長官として強力にトランプ政権を支持してきたが、2020年アメリカ合衆国大統領選挙の選挙結果をめぐりトランプ大統領と関係が悪化し、12月23日に辞任が決定した。ウイリアムの略称をつかい、ビル・バーという名前で報道されることもある。

## 司法長官
1950年5月23日にニューヨーク州ニューヨークに誕生する。1973年から1977年の学生時代から、CIAでアナリストとして勤務。レーガン政権で法務政策担当を務めた。司法省に入省した。
1991年から1993年にジョージ・H・W・ブッシュ政権で第77代司法長官を務めた。
2018年12月7日にトランプ大統領は、関係が悪化していたジェフ・セッションズの後任としてバーの指名を発表し、2019年2月14日に承認された。
2019年3月25日に2016年アメリカ合衆国大統領選挙におけるロシアの干渉の捜査結果についてトランプ大統領やトランプ陣営がロシアと共謀した証拠は無いと連邦議会に報告した。
2020年6月1日にジョージ・フロイト事件以降、警察による黒人への暴力への抗議運動が大きくなる最中、トランプ大統領がセント・ジョンズ教会の前で聖書を掲げ写真撮影をするため、ホワイトハウスに面するラファイエット広場のデモ隊を催涙ガスやゴム弾で暴力的に追い払ったことで批判されたが、それを命じたのはバー司法長官だと報道された。セントジョンズ教会を管轄する聖公会は強く抗議し、そのような暴力による民衆の排除と聖書の政治利用は許すことができないと声明を発表した。

## 2020年アメリカ合衆国大統領選挙の後
2020年のアメリカ大統領選挙の結果について、トランプ大統領が実際には自分が圧勝しており、不正に票が盗まれていると主張しているなか、2020年12月1日には司法長官として、これまでのところ大規模な不正は確認できていないと発表した。一方トランプは14日、バーが司法長官を12月23日で退任することをツイッターで発表。バーの辞任に際し、長官代行にジェフリー・ローゼン司法副長官が就く。21日に最後の公式の記者会見で大統領選挙やバイデン・ハンターの捜査への特別検察官の任命について問われ、任命する必要は無いという認識を明らかにし、トランプとの決別姿勢を見せた。
アメリカ合衆国では130年に渡って政権移行期に連邦の死刑を執行しないことが慣例となっていたが、バーは任期終了を目前に5件の執行を命じた。死刑囚5人のうち4人がアフリカ系アメリカ人で、1人は犯行時18歳だったことも問題となっている。
トランプ退任後は一転して批判に転じており、2023年6月にトランプが機密文書持ち出しに絡む37件の容疑で検察当局に起訴された際には、共和党の実力者が大統領選の党候補としていぜん人気の高いトランプに対する表立った批判を控える中、バーは起訴内容は手堅いものであり、この内半分でも事実ならトランプはもうおしまいだと批判。一方、トランプからは不満だらけの元従業員であり、弱くて完全に無能な怠慢な司法長官だったと攻撃された。8月には、選挙結果に対する妨害や謀反の共謀罪に関連して起訴されたトランプ側が「表現の自由」を根拠に無罪を主張していることに関し、バーは、トランプ前大統領は選挙で負けたことを認識していたため、表現の自由にはあたらないと語った。